# Marnix Koolhaas
Marnix Koolhaas (6 januari 1960) is een Nederlands historicus en schaatsanalist. 

## Biografie
In 1988 studeerde hij af in de communicatiegeschiedenis aan de Universiteit van Amsterdam. Koolhaas bracht enkele boeken uit over de schaatssport en schrijft voor Schaatsen.nl. Hij is internationaal schaatscoach geweest van onder meer Argentijn José Ignacio Fazio en de Brit Philip Brojaka. 
Koolhaas werkt sinds 1986 bij de VPRO-radio. Hij was onder andere hoofdredacteur en presentator van het radioprogramma OVT dat wekelijks wordt uitgezonden op zondag tussen 10.00-12.00 uur op NPO Radio 1. 
Hij is interviewer bij Oral History omroepgeschiedenis, gesprekken met omroeppioniers over hun rol in de geschiedenis van de Nederlandse radio en tv. Een project van Het Nederlands Omroepmuseum tussen 1978 en 1993. Hij deed onderzoek voor het NTR-televisieprogramma Andere Tijden Sport en was tussen 1997 en 2012 een van de makers van het radioprogramma Wereldnet.
Koolhaas is de bedenker van de Herman Kuiphof Wisselbeker een prijs voor Nederlandse sportdocumentaires en -reportages.